# ریکاوری (مجموعه نمایش خانگی)
ریکاوری مجموعه‌ای نمایشی به کارگردانی بهادر اسدی و تهیه‌کنندگی جمال گلی و سرمایه گذاری سید جواد حسینی  و محصول سال ۱۳۹۸ می‌باشد.

## خلاصه داستان
در خلاصه داستان این اثر آمده‌است بعضی از آدم‌ها رو بی‌وقفه باید دوست داشت …داستانی است دربارهٔ رفاقت، عشق و خیانت بین سه خانوادهٔ بابک، مسعود و سهیل که شرکای کاری و دوستان قدیمی هستند. بابک سردبیر مجلهٔ پرفروشی است و سهیل و مسعود همکاران او در نشریه هستند، هرکدام در زندگی مشترکشان دچار مسائلی شده‌اند و برای فرار از زندگی روزمره و کاری و چند روز دوری از همسرانشان تصمیم می‌گیرند بدون اطلاع خانواده به سفر مجردی و به اصطلاح خودشان ریکاوری بروند…

## بازیگران
| بازیگر           | نقش          | توضیحات                                  |
| ---------------- | ------------ | ---------------------------------------- |
| پوریا پورسرخ     | بابک شهراز   | رئیس نشریه، همسر نگار، دوست مسعود و سهیل |
| شبنم قلی‌خانی     | نگار شهراز   | دختر عمو و همسر بابک، دوست سارا و بیتا   |
| هومن برق‌نورد     | مسعود        | همکار و دوست بابک و سهیل                 |
| مجید واشقانی     | سهیل بوربور  | همکار و دوست بابک و مسعود                |
| نگار عابدی       | سارا         | همسر سابق مسعود، دوست نگار و بیتا        |
| مریم معصومی      | طناز         | دوست مسعود                               |
| مهسا کامیابی     | بیتا         | نامزد سهیل، دوست نگار و سارا             |
| عباس جمشیدی‌فر    | کرامت        | منشی نشریه                               |
| عزت‌الله مهرآوران | آقای شهراز   | پدر بابک                                 |
| شیوا طاهری       | شیدا دلدار   | نامزد سابق بابک                          |
| ندا قاسمی        | تینا         | دوست طناز و همسر موقت سهیل               |
| یاشار هاشم‌زاده   | نیما         | برادر طناز                               |
| الهام شعبانی     | سیمین بوربور | خواهر سهیل                               |
| پیمان دارابی     | رحیم         | فامیل کرامت                              |
| مهرداد ضیایی     | ناصر         | کارگر گاراژ                              |
| علیرضا سوزنچی    | صدیق         | مشتری ماشین                              |
| پرویز شفیع‌زاده   |              | دوست سیمین                               |
| اسدالله منجزی    |              | پدر طناز و نیما                          |
| پوریا میاندهی    |              | وکیل                                     |

## فصل دوم
سینماپرس: به گفته تهیه کننده «ریکاوری»، نویسنده این مجموعه در حال حاضر مشغول نگارش فصل دوم آن است

## موسیقی
| شماره | نام                      | خواننده       | مدت  |
| ----- | ------------------------ | ------------- | ---- |
| ۱.    | «ریکاوری» (تیتراژ میانی) | میثم ابراهیمی | ۳:۱۳ |
| ۲.    | «دیوونه» (تیتراژ میانی)  | علی سفلی      | ۲:۵۹ |
| ۳.    | «عذاب» (تیتراژ پایانی)   | علی سفلی      | ۴:۰۶ |